# Cuves du Buizin
Les Cuves du Buizin sont une série de marmites plus ou moins profondes situées sous un enchaînement de cascades qui se situent dans le département de l'Ain, sur la commune de Vaux-en-Bugey.

## Géographie
Les Cuves se trouvent sur le territoire de la commune de Vaux-en-Bugey, après le hameau de Vaux-Févroux. Elles se trouvent au pied de la combe de Mûres, à 453 mètres d'altitude, entre le Gier, Arpézieux et le mont Falcon, dans le Bugey méridional.
Les Cuves se trouvent dans la zone hydrographique de « l'Albarine de la Câline à l'Ain ».

## Géologie
La rivière du Buizin a creusé une reculée se terminant par une chute d'eau. Les falaises calcaires bordant la reculée datent de l'Aalénien supérieur pour la partie inférieure, où l'on discerne des strates plissées et des stratifications entrecroisées, jusqu'au Bajocien supérieur pour la partie supérieure. Cette dernière roche blanche, à faciès oolithique, est beaucoup plus compacte et dure. Ainsi, cette roche résiste davantage à l'érosion et surplombe la cascade du fond de la reculée.
En aval des cuves, le fond de la vallée du Buizin est constitué de formations du Lias .

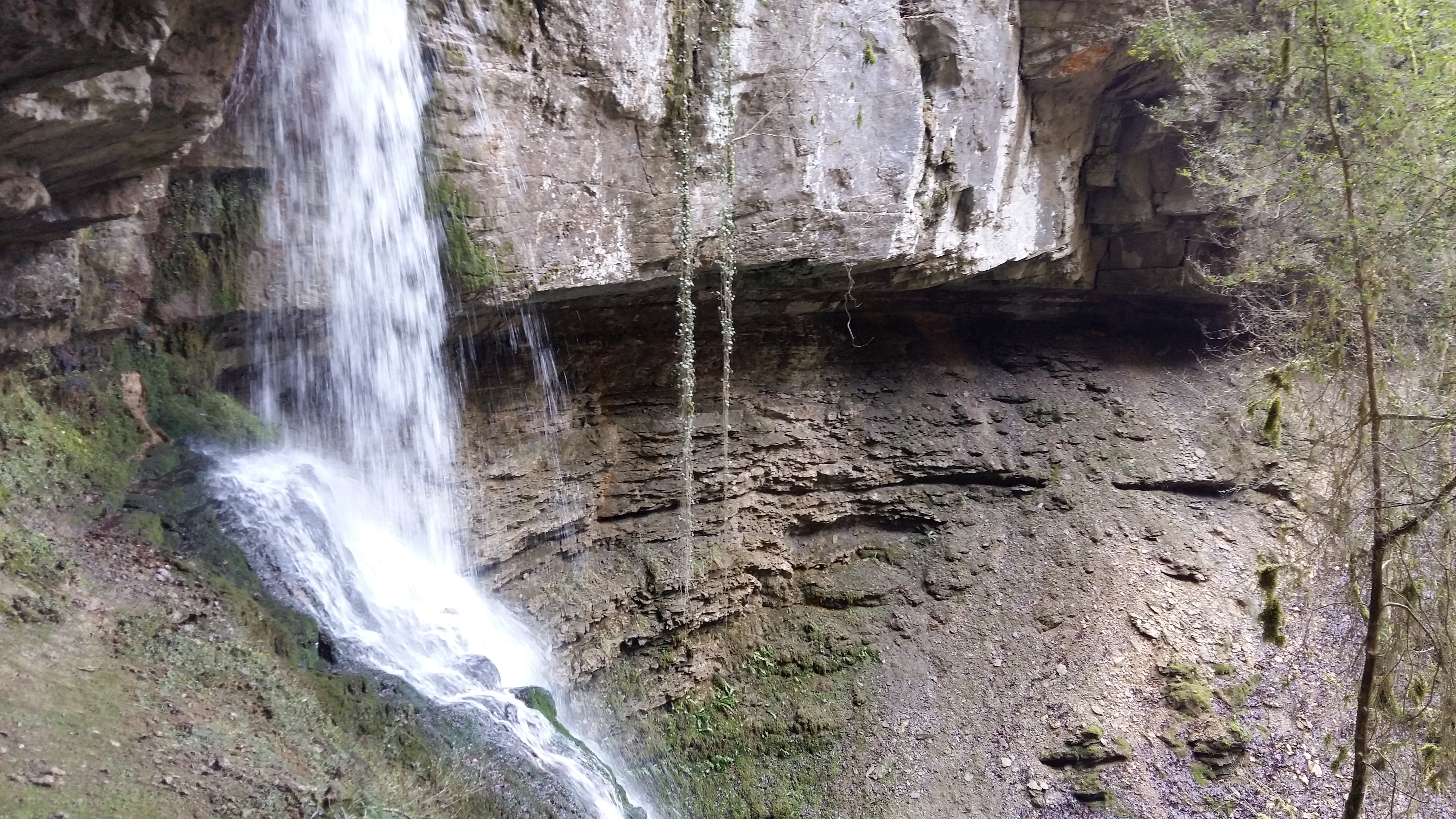
Cirque de la reculée des cuves du Buizin à Vaux-en-Bugey

## Description
Les Cuves sont composées de plusieurs marmites en amont du ruisseau du Buizin. Ces marmites s'alimentent via plusieurs cascades, formant des cavités naturelles dans la roche, appelées marmites de géant (marmite du diable ou encore marmite glaciaire en Suisse), curiosité géologique et naturelle.
Plus haut, une falaise domine la vallée, d'où coule la cascade dominante des Cuves, formant un cul-de-sac.
Une autre cascade, inaccessible, se situe encore plus en hauteur.
En hiver, les cascades ont tendance à geler, ce qui est une véritable aubaine pour les adeptes d'escalade glaciaire.
Au printemps et en automne, après la fonte de la neige et la saison des pluies, les cuves se remplissent et les cascades sont plus impressionnantes et le débit de l'eau augmente. Les mois où le débit de l'eau est le plus fort sont mars, avril et mai.
En été, après les fortes chaleurs et la canicule, le Buizin est souvent presque à sec, ce qui assèche les cuves. Les mois les plus secs sont août, septembre et octobre.
La principale source, au niveau de laquelle le Buizin ne tarit jamais, est celle de la "Fontaine Noire", située au pied des "rochers de Buis", site qui a peut-être donné le nom à la rivière.

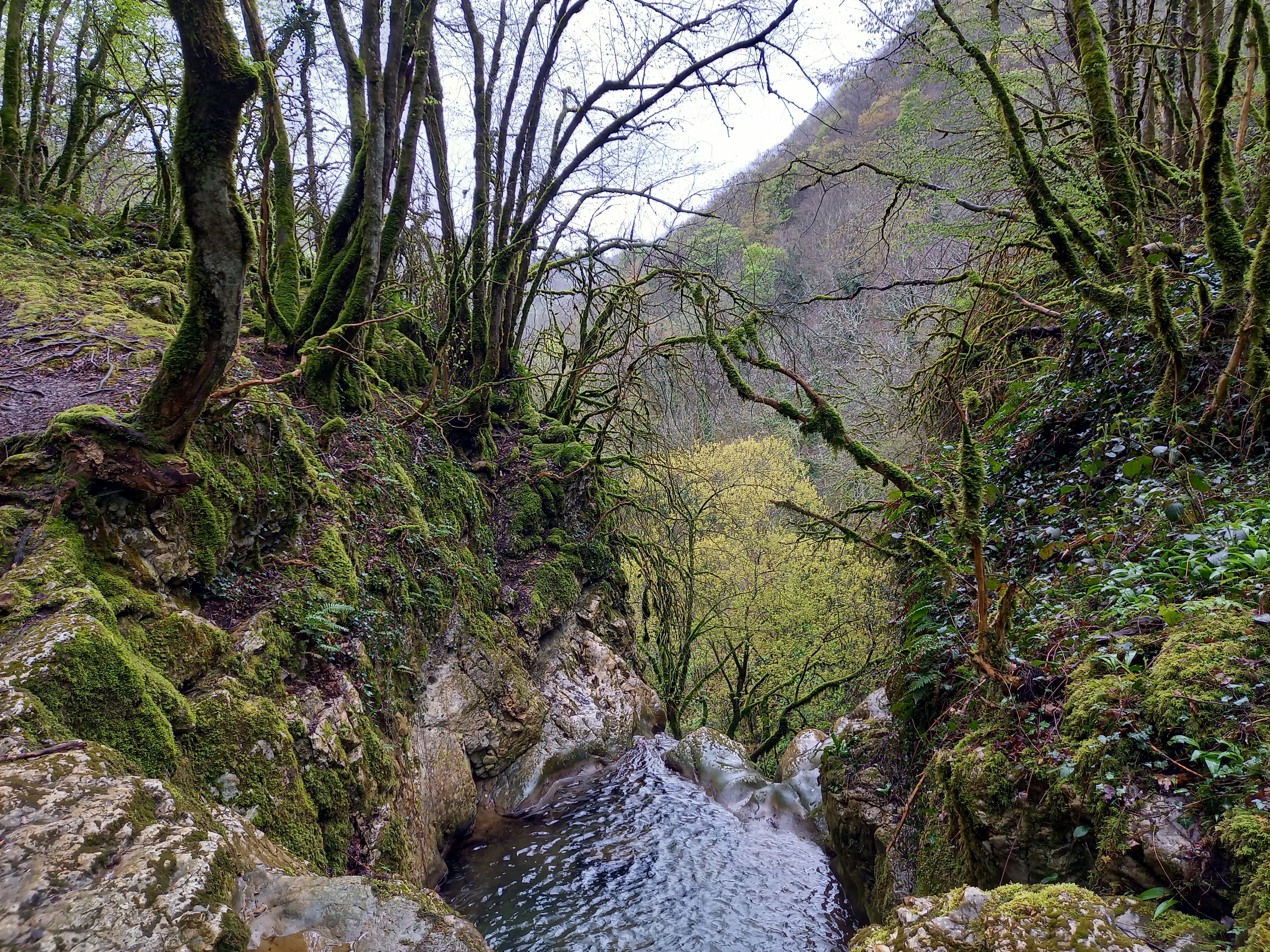
Un des bassins des cuves du Buizin

## Intérêt touristique
En février 2012, des pratiquants d’escalade glaciaire ont pu pratiquer leur activité sur les cascades gelées.
Les Cuves sont très prisées des touristes, même si leur fréquentation reste relativement tranquille la plupart du temps.
Le terrain était aussi très fréquenté par les randonneurs car la vallée offre des paysages naturels très intéressants. Depuis la crue du Buizin, en juin 2021, le chemin pour accéder à la cascade dominante est extrêmement accidenté, ce qui rend difficile la randonnée.

## Protection du site
La reculée dans laquelle se trouvent les cuves du Buizin est un site naturel protégé car inscrit comme une ZNIEFF de type 1 pour sa faune d'invertébrés rare et remarquable, sensible à l'activité humaine. Aucune perturbation, ni aucun prélèvement ne sont autorisés.